# Signac, Haute-Garonne
Signac är en kommun i departementet Haute-Garonne i regionen Occitanien i södra Frankrike. Kommunen ligger i kantonen Saint-Béat som tillhör arrondissementet Saint-Gaudens. År 2022 hade Signac 41 invånare.

## Befolkningsutveckling
Antalet invånare i kommunen Signac
Referens:INSEE